# Il figlio di Bakunìn (romanzo)
Il figlio di Bakunìn è un romanzo di Sergio Atzeni. Scritto nel 1991 e pubblicato in prima edizione con Sellerio, è ambientato in Sardegna, in particolar modo a Guspini, la città mineraria in cui vive e lavora Tullio Saba.
È stato tradotto in spagnolo, inglese, francese e tedesco.
Dal libro è stato tratto il film omonimo Il figlio di Bakunìn.

## Edizioni
- Sergio Atzeni, Il figlio di Bakunìn, collana La memoria, Sellerio Editore, 1991,  p. 132, ISBN 9788838906824.